# Ptomaphagus variicornis
Ptomaphagus variicornis är en skalbaggsart som först beskrevs av Wilhelm Gottlob Rosenhauer 1847.  Ptomaphagus variicornis ingår i släktet Ptomaphagus, och familjen mycelbaggar. Arten är reproducerande i Sverige.